# Armen Martirosian
Armen Martirosian (armeniska: Արմեն Մարտիրոսյան), född 6 augusti 1969 i Leninakan i Armeniska SSR i Sovjetunionen (nu Gjumri i Armenien, är en armenisk före detta friidrottare. Han deltog vid olympiska sommarspelen 1996, olympiska sommarspelen 2000 och olympiska sommarspelen 2004.